# Plat (Rogaška Slatina, Slovenija)
Plat je naselje u slovenskoj Općini Rogaškoj Slatini. Plat se nalazi u pokrajini Štajerskoj i statističkoj regiji Savinjskoj. 

## Stanovništvo
Prema popisu stanovništva iz 2002. godine naselje je imalo 84 stanovnika.